# Georg Kaiser (Schauspieler)

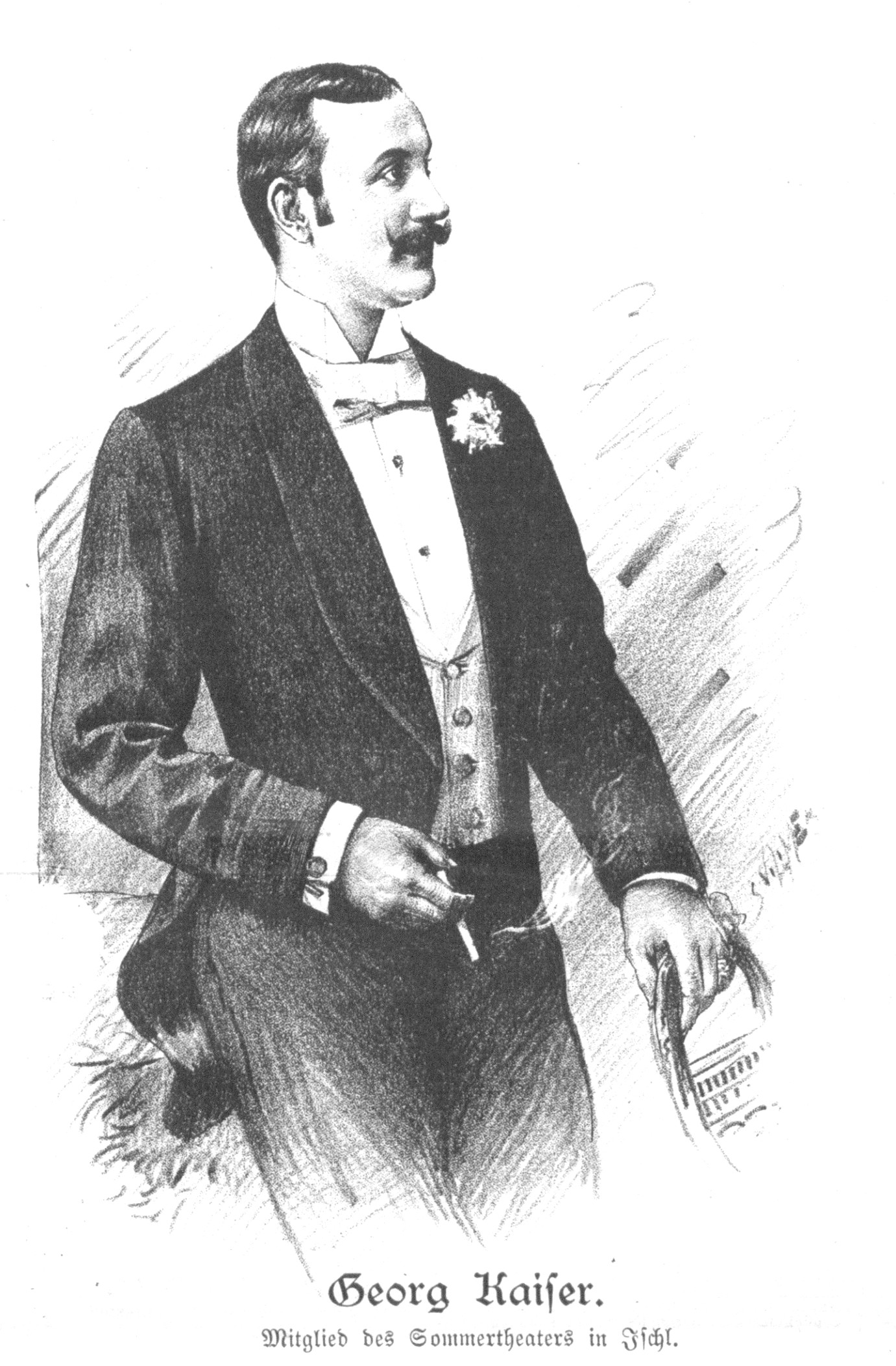
Georg Kaiser als Mitglied des Sommertheaters in Bad Ischl (1894)

Georg Kaiser (vor 1870 – nach 1902) war ein Theaterschauspieler.

## Leben
Kaiser begann seine Bühnentätigkeit Mitte der 1880er Jahre. 1886 kam er an Walhallatheater in Berlin, 1887 nach Leipzig, 1888 ans Viktoriatheater, 1889 an das Zentraltheater, 1890 Adolf-Ernsttheater und 1891 an das Bellealliancetheater in Berlin, war sodann am Hamburger Stadttheater (1893–1894), am Josefstädtertheater in Wien (1895), Zentraltheater (1896–1898), Thaliatheater in Berlin (1899) und trat 1900 in den Verband des Metropoltheaters daselbst.
Er vertrat das Fach des Bonvivants und Komikers gleich erfolgreich. Er war ein hübscher, gewandter, liebenswürdiger Darsteller, schneidig und fesch, sprudelnd, beweglich, besonders begabt für den mimischen Couplet-Solo-Vortrag.
Sein Lebensweg nach 1902 ist weitgehend unbekannt.